# قدرتعلی حشمتیان
قدرتعلی حشمتیان (زاده ۳ فروردین ۱۳۳۲) سیاستمدار ایرانی و دبیرکل حزب مستقل و اعتدال ایران است. وی نماینده مجلس شورای اسلامی از حوزه انتخابیه سنقر در دوره پنجم بوده‌است.

## نامزد ریاست‌جمهوری
حشمتیان نامزد انتخابات ریاست‌جمهوری سال ۱۳۹۶ شد اما پس از گذشت چند روز در نامه‌ای خطاب به ستاد انتخابات وزارت کشور و شورای نگهبان از نامزدی انصراف داد. او در ۲۲ اردیبهشت در انتخابات ریاست‌جمهوری سال ۱۴۰۰ نیز نامزد شد که به نفع سید ابراهیم رئیسی از نامزدی انصراف داد. وی در انتخابات ریاست‌جمهوری سال ۱۴۰۳ نیز نامزد شد.

## سوابق
- مشاور عالی وزیر صنعت، معدن و تجارت در دولت یازدهم و دوازدهم[۷]
- رئیس دوره‌ای خانه احزاب ایران به عنوان نماینده فراکسیون اعتدالی (۱۳۹۵ تا ۱۳۹۶) و (۱۴۰۲ تاکنون)[۸][۹][۱۰]